# 帕 (毛利人)

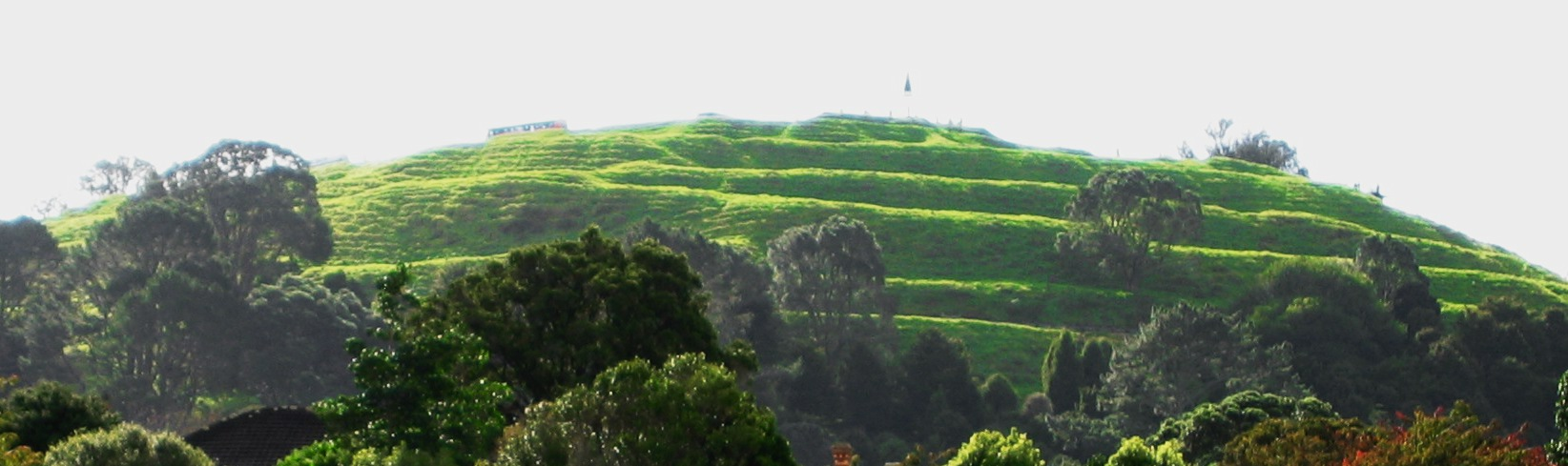
马翁瓦豪/伊登山上的梯田，标示着这个古代“帕”的防御性栅栏和壕沟遗址。

帕可以指任何毛利人村庄或防御性定居点，但通常指的是丘堡——带有栅栏和防御平台的强化定居点，也可以指防御性村庄。“帕”遗址主要分布在新西兰北岛，陶波湖以北。迄今为止，已经发现、拍摄并检查了超过5000个遗址，尽管其中很少有经过详细分析的遗址。至今尚未发现早期殖民时期的“帕”遗址，当时早期的波利尼西亚-毛利殖民者生活在南岛的低地。类似“帕”的遗址在整个中波利尼西亚地区都有分布，尤其在斐济、汤加和马克萨斯群岛等地。
在毛利文化中，一个大型的“帕”代表一个“伊维”（部落或部落联盟）的“玛那”（威望或权力）以及战略能力，这些能力通过“兰加蒂拉”（酋长）体现出来。毛利人在其“伊维”的“罗赫”（领土）内选择各种可防守的位置建造“帕”，以保护肥沃的种植地和食物供应。